# Colton (Staffordshire)
Colton es una parroquia civil y un pueblo del distrito de Lichfield, en el condado de Staffordshire (Inglaterra).

## Geografía
Según la Oficina Nacional de Estadística británica, Colton tiene una superficie de 15,23 km².

## Demografía
Según el censo de 2001, Colton tenía 702 habitantes (50,71% varones, 49,29% mujeres) y una densidad de población de 46,09 hab/km². El 16,38% eran menores de 16 años, el 78,21% tenían entre 16 y 74, y el 5,41% eran mayores de 74. La media de edad era de 41,58 años. Del total de habitantes con 16 o más años, el 21,98% estaban solteros, el 66,44% casados, y el 11,58% divorciados o viudos.
Según su grupo étnico, el 98,72% de los habitantes eran blancos, el 0,43% mestizos, el 0,43% negros, y el 0,43% chinos. La mayor parte (99,15%) eran originarios del Reino Unido. El resto de países europeos englobaban al 0,43% de la población, mientras que el 0,43% había nacido en cualquier otro lugar. El cristianismo era profesado por el 83,17%, mientras que el 10,27% no eran religiosos y el 6,56% no marcaron ninguna opción en el censo.
Había 279 hogares con residentes, 8 vacíos, y 3 eran alojamientos vacacionales o segundas residencias.